# Apostolisch vicariaat Yurimaguas
Het apostolisch vicariaat Yurimaguas (Latijn: Vicariatus Apostolicus Yurimaguaënsis) is een rooms-katholiek apostolisch vicariaat met als zetel Yurimaguas, in Peru. Het apostolisch vicariaat is vrijgesteld en valt als immediatum direct onder de Heilige Stoel, zonder te behoren tot een kerkprovincie. Alle apostolisch vicarissen tot heden (2024) waren lid van de Passionisten. 

## Geschiedenis
Het apostolisch vicariaat werd opgericht op 27 februari 1921, als de apostolische prefectuur San Gabriel de la Dolorosa del Marañón, uit delen van het apostolisch vicariaat San León del Amazonas. Op 3 juni 1936 werd het verheven tot apostolisch vicariaat. Op 10 november 1960 veranderde het van naam naar apostolisch vicariaat Yurimaguas.

## Parochies
Het apostolisch vicariaat had in 2020 een oppervlakte van 72.000 km2 en telde 405.000 inwoners waarvan 66,7% rooms-katholiek was.

## Apostolisch vicarissen
- Atanasio Celestino Jáuregui y Goiri (1921 - 30 augustus 1957)
- Gregorio Elias Olazar Muruaga (31 augustus 1957 - 25 maart 1972; coadjutor sinds 11 december 1952)
- Miguel Irizar Campos (25 maart 1972 - 6 augustus 1989)
- José Luis Astigarraga Lizarralde (26 november 1991 - 17 december 2016)
- Jesús María Aristín Seco (8 juli 2020 - heden; apostolisch administrator sinds 17 december 2016)